# Juristernas hus

Juristernas hus är en byggnad för Juridiska föreningen i Stockholm, beläget i Frescati vid Stockholms universitets campusområde. Byggnaden uppfördes 1991 efter ritningar av Ralph Erskine. Den nominerades till Träpriset 1992.
Erskines organiska formgivning påminner om hans tidigare byggnader, särskilt Allhusets. Planlösningen är en halvcirkel som kröker sig runt en gammal ek. En sådan tanke att spara värdefull natur (här i form av ekar) förekommer även vid Allhuset och Aula Magna, som står färdigt 1997.
Över byggnaden spänner sig ett mot gården lutkragande tak, gestaltat som ett vågigt landskap med tre toppar och två dalar. Taket är utfört som en lätt träkonstruktion, uppburen av snedställda träpelare och täckt med falsad, svartmålad bandplåt. I byggnadens centrum ligger hörsalen. Totalt finns fem olika utrymmen av skiftande karaktär, några för uthyrning.  Totalt ryms maximalt 300 personer i husets lokaler.
Byggnaden bekostades av ett sponsorer som ville främja rättsvetenskaplig forskning samt skapa en inspirerande plats för juriststuderande. Drivande för projektet var ett antal lärare vid juridiska fakulteten vid Stockholms universitet. Huset ägs och drivs av en stiftelse, Stiftelsen Juristernas hus, vars styrelse består av representanter från Juridiska föreningen och Juridiska fakulteten, med Juridiska föreningens inspektor som ordförande. Förutom Juridiska Föreningen finns sedan 1991 även Juristernas Bokhandel i byggnaden.
Enligt Erskines originalskisser fanns det flera olika idéer om husets lokalisering och utformning.. En var att placera huset där det nuvarande universitetsbiblioteket ligger. De första skisserna gjorde Erskine redan 1986. 
Att det inte alltid blir som tänkt sig framgår av Ralph Erskines egna ord om Juristernas hus 1992.
| ” | Yttertaket var tänkt att vara torvbelagt (så var även Allhusets tak). På grund av kostnadsbesparingar dog idén och det blev svart falsad plåt istället - också snyggt, men mindre “ekologiskt”. Invändigt arbetade vi på ett böljande tak i trä men även detta föll av kostnadsskäl och ersattes av gipsplattor, som vanligt, tyvärr. Förståeligt, huset var naturligtvis inte billig. Sådant är livet. Ralph Erskine, arkitekt SAR | „ |

## Bilder

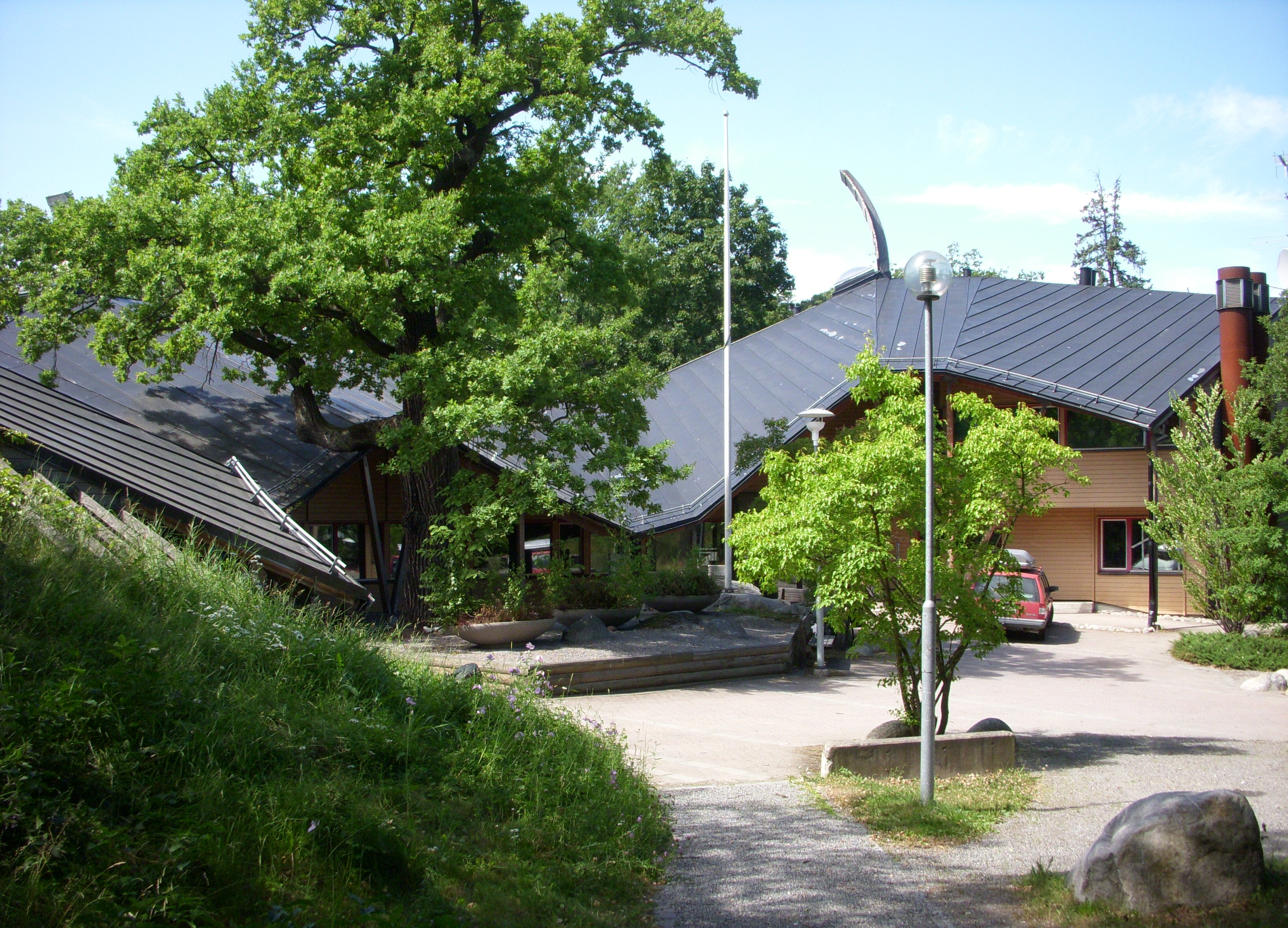
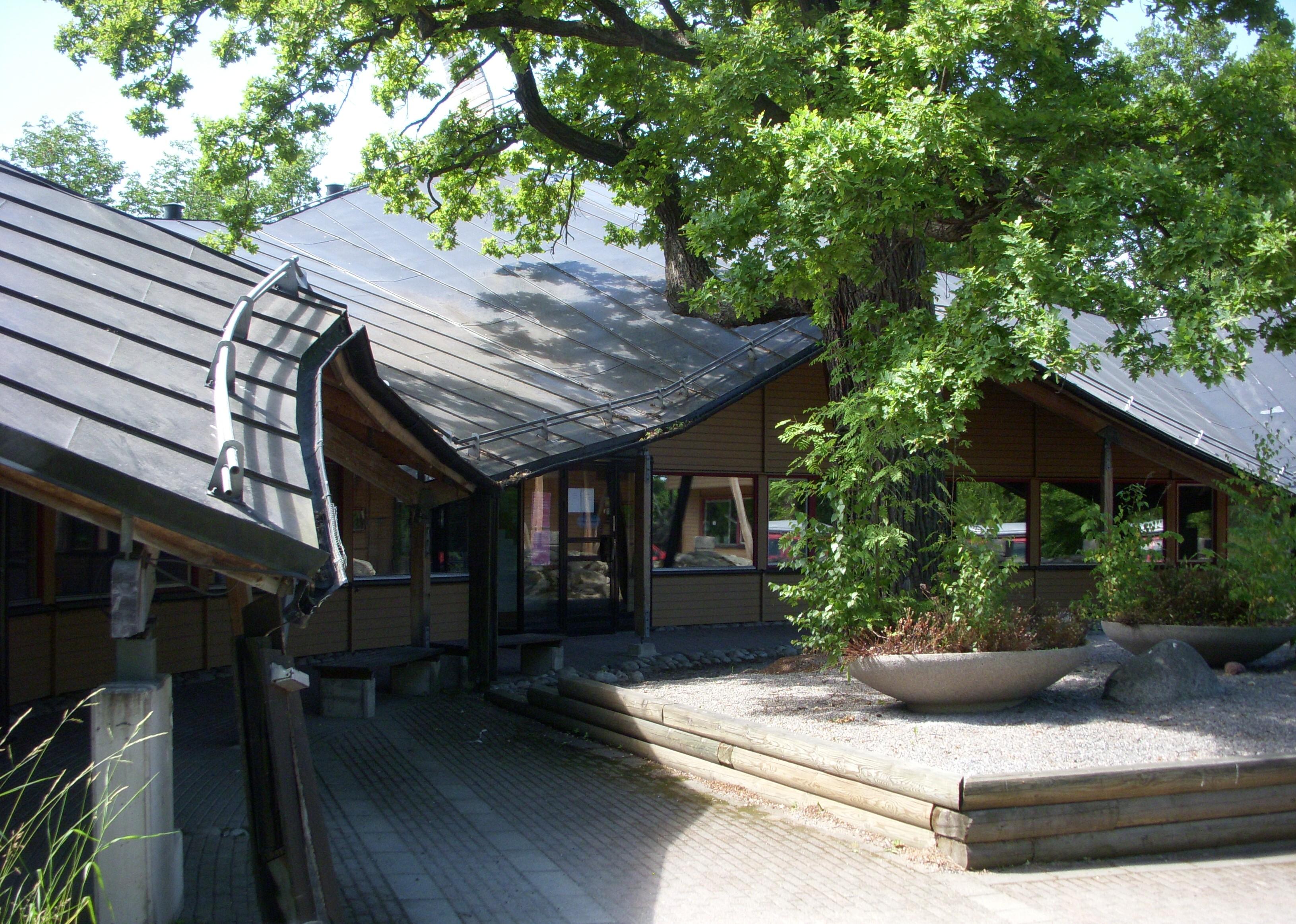
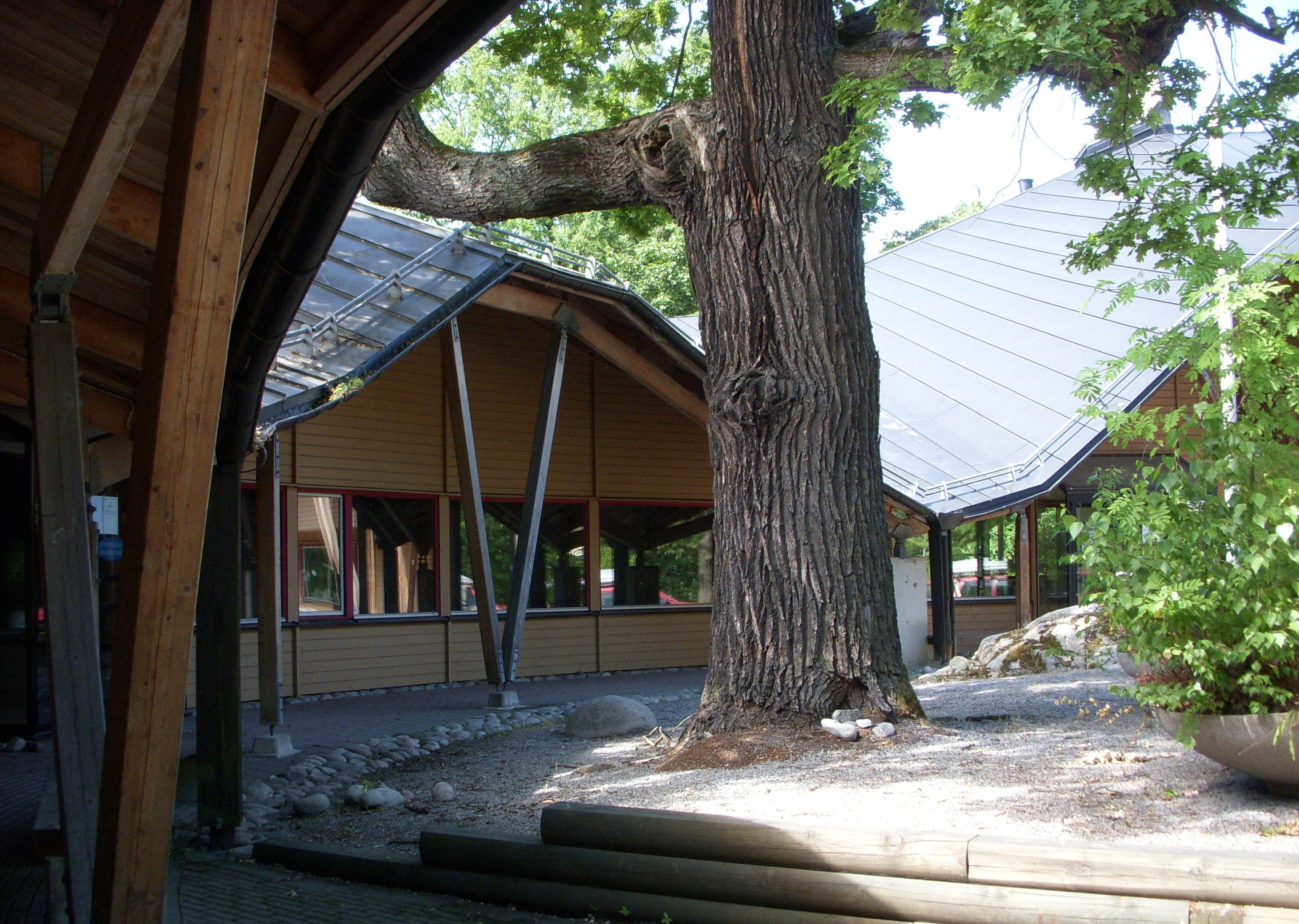